# Joop den Tonkelaar
Joop den Tonkelaar (4 januari 1926 - Utrecht 27 november 2001) was een Nederlands weerman, meteoroloog bij het KNMI en schrijver. Hij was de tweede televisieweerman in Nederland en te zien van 1953 tot en met 1968 in het toenmalige NTS-journaal. Hij was daarbij voor de kijkers niet volledig zichtbaar in beeld, alleen zijn rechterarm en -hand en soms een puntje van zijn baard waren in beeld als hij met lippenstift de weerkaart intekende.   
Na zijn optreden als weerman bleef hij nog tot 1985 werkzaam bij het KNMI. Ook schreef hij een aantal boeken en een brochure over meteorologie en verzorgde hij diaseries en lezingen over het weer. In 1977 presenteerde hij de Teleaccursus "Wij en het weer". 